# Консервна промисловість
Консервна промисловість — галузь харчової промисловості, підприємства якої переробляють сировину рослинного й тваринного походження і виготовляють консервовані продукти.
Основна продукція галузі — плодоовочеві (ягідні, овочеві, фруктові, томатні тощо), м'ясні, рибні, молочні та інші консерви. Сировиною для консервної промисловості слугують плоди овочів та фруктів, молоко, риба, м'ясо тощо.

## Історія
Перше в світі комерційне підприємство з виробництва консервованих продуктів розпочало роботу в Англії, у 1812 році.

## Найбільші підприємства консервної промисловості України
ДіючіХерсонський консервний комбінат, Одеський консервний завод дитячого харчування, Кам'янсько-Дніпровський консервний завод, Ніжинський консервний завод, Сатанівський консервний завод, Ямпільський консервний завод, Білоцерківський консервний завод, Ічнянський молочно-консервний комбінат.
НедіючіІзмаїльський консервний завод, Сімферопольський консервний завод, Керченський консервний завод, Джанкойський консервний завод, Нижньогірський консервний завод, Володимир-Волинський консервний завод.

## Найбільші підприємства консервної промисловості світу
- Brunswick Canning Company — один із найбільших у світі консервних заводів, що виготовляє рибні консерви. Розташований у Блекс-Гарбор (Канада, провінція Нью-Брансвік). Щорічно випускає понад 125 мільйонів одиниць консервів із морепродуктів.[2]